# ریک مورانیس
ریک مورانیس (انگلیسی: Rick Moranis؛ زاده ۱۸ آوریل ۱۹۵۳) هنرپیشه اهل کانادا است.
از فیلم‌هایی که وی در آن نقش داشته‌است، می‌توان به عزیزم، بچه را بزرگ کردم، عزیزم، بچه‌ها را کوچک کردم، عزیزم، ما خودمان را کوچک کردیم، شکارچیان روح، تقسیم وراث، داداش خرسه، عزیزم، ما خودمان را کوچک کردیم ، بهشت آبی من، فروشگاه کوچک ترسناک، میلیون‌ها بروسترس، دفتر مرکزی و باشگاه بهشت اشاره کرد.